# 치구구

치구 구의 위치

치구구(한국어: 칠고구, 중국어: 七股區, 병음: Qīgǔ Qū)는 중화민국 타이난시의 시할구이다. 넓이는 110.1492km2이고, 인구는 2015년 8월 기준으로 23,437명이다.

## 지리
치구 향은 타이난시 서단의 연해 지구에 위치하고 북쪽은 장쥔 구와, 동쪽은 자리 구, 시강 구와, 남쪽은 안난 구와 각각 접하고 있다. 연안 지구에 위치하고 있기 때문에 모래땅, 사주, 석호가 많고 연안에는 홍수림(맹그로브)이 군생해 들새의 서식지가 되어 있다.

## 역사
치구 구는 옛날에는 타이장 내해의 일부였으나 증문계(曾文溪)의 유로 변화로 육지화가 진행된 지역이다. 청대가 되어 한족의 이주가 시작되어 7명의 입식자가 협력하고 개간을 행한 것에서 칠고료자(七股寮仔) 혹은 칠고료(七股寮)로 불리게 되었다. 1920년의 타이완 지방제 개편 때 이곳에 시치코 장(七股庄)이 설치되어 다이난 주 호쿠몬 군의 관할이 되었다. 전후에는 다이난 현 치구 향이 되어 현재에 이르고 있다.

## 같이 보기
- 타이난시